# Boris Brejcha
Boris Brejcha (ur. 26 listopada 1981 w Ludwigshafen am Rhein) – niemiecki DJ i producent muzyczny specjalizujący się w specyficznym brzmieniu będącym fuzją minimal techno, progressive house i techno nazywanym przez niego High-Tech Minimal.

## Życiorys
Brejcha zanim rozpoczął produkcję muzyki elektronicznej był perkusistą w studenckim zespole. W 2006 roku podpisał kontrakt z Autist Records, gdzie wydał swoje pierwsze utwory - Monster oraz Yellow Kitchen. Tego samego roku zagrał swój pierwszy set na żywo na festiwalu Universo Parallelo w Brazylii. Rok później kariera Niemca nabrała tempa i zaczął sukcesywne budowanie kariery na specyficznym nietuzinkowym brzmieniu, trudnym do sklasyfikowania w jednoznacznych ramach. Jednym z najważniejszych utworów, który zapewnił Borisowi Brejcha karierę, jest Lost Memory z 2008 roku.
Producent wydał dotychczas 9 krążków, w tym 4 albumy i 5 kompilacji. Jego ostatnim studyjnym albumem jest Dj Mixes Single Tracks z 2016 roku.
Brejcha zdobył ogromną popularność w Polsce. 13 kwietnia 2018 producent wystąpił po raz pierwszy w Polsce - zagrał set w warszawskim klubie Progresja.

## Dyskografia

### Albumy
- 2007: Die Maschinen Kontrollieren Uns
- 2008: Mein Wahres Ich
- 2010: My Name Is
- 2011: My Name Is – The Remixes
- 2013: Feuerfalter – Part01
- 2014: Feuerfalter – Part02
- 2014: Feuerfalter – Special Edition
- 2016: 22
- 2016: Dj Mixes Single Tracks
- 2020: Space Diver
- 2021: Never Stop Dancing
- 2024: Level One

### Single
- 2006: Monster
- 2006: Yellow Kitchen
- 2007: Fireworker
- 2007: White Snake
- 2007: Outer Space
- 2007: Die Maschinen Sind Gestrandet
- 2007: Die Milchstraße
- 2007: Who Is Your Man
- 2008: Lost Memory
- 2008: Aquilah
- 2009: Joystick
- 2009: Commander Tom
- 2009: Magic Gum
- 2009: Schaltzentrale
- 2010: Diffusor
- 2011: Sugar Baby
- 2011: James Bond
- 2011: Rührschüssel
- 2012: Schaltzentrale
- 2012: Farbenfrohe Stadt
- 2012: Der Mensch Wird Zur Maschine
- 2012: That´s The Funky Shit
- 2013: Der Alchemyst
- 2013: We Go
- 2013: Everybody Wants To Go To Heaven
- 2014: Hashtag
- 2015: SAW
- 2015: Schleierwolken
- 2015: R U FCKNG SERIOUS
- 2015: I Am The Joker
- 2015: Everybody Wants To Go To Heaven
- 2015: Young And Stupid
- 2015: S.P.A.C.E.
- 2016: Out Of Brain
- 2016: Acid Attack
- 2016: Sir Ravealot
- 2016: FEAR
- 2017: Space Gremlin
- 2017: Bleeding Heart
- 2020: Blue Lake
- 2020: Lieblingsmensch
- 2020: Kittys Journey
- 2020: To The Moon And Back
- 2020: Space Diver
- 2021: Matrix
- 2022: Up Down Jumper
- 2022: I Want You
- 2023: Level One
- 2023: Space X
- 2023: Vienna